# José Julián Pérez
José Julián Pérez de Echalar (Tarija, Virreinato del Río de La Plata, 16 de febrero de 1780 - Buenos Aires, Confederación Argentina, agosto de 1840) fue un político argentino que participó en la Revolución de Mayo; fue miembro de la Junta Grande y del Segundo Triunvirato, y secretario del Primer Triunvirato.

## Biografía
Se recibió de abogado en la Universidad Mayor Real y Pontificia San Francisco Xavier de Chuquisaca en 1796 y se dedicó a la abogacía en su ciudad natal Tarija y en Jujuy. Apoyó la Revolución de Mayo junto a su amigo Juan Ignacio Gorriti, y reunió un cabildo abierto que lo eligió diputado a la Junta Grande en Buenos Aires, incorporándose a la misma en diciembre de 1810.
Fue uno de los pocos diputados del interior que se opuso a Cornelio Saavedra y el deán Gregorio Funes, y se unió al grupo de Juan José Paso, intermedio entre el presidente y el exsecretario Mariano Moreno. Al producirse la revolución de abril de 1811, que dio todo el poder a Saavedra y Joaquín Campana, se convirtió en el jefe de la oposición en la Junta.
Por dos veces viajó a Montevideo, como embajador ante el virrey Francisco Javier de Elío, y pactó con él el control realista de la Banda Oriental y el este de Entre Ríos a los realistas. A continuación reunió a los patriotas orientales para comunicarles la noticia; salvó su vida por muy poco, pero igualmente ordenó a José Rondeau que levantara el sitio de Montevideo.
Junto a Feliciano Chiclana dirigió el golpe de Estado con el que el cabildo porteño obligó a la Junta a nombrar el Primer Triunvirato. Fue secretario del mismo junto con Bernardino Rivadavia. Más tarde, tal vez a partir de la sangrienta represión del presunto complot de Martín de Álzaga, se apartó del gobierno.
Apoyó la revolución de octubre de 1812, que llevó al poder al Segundo Triunvirato, y fue elegido diputado por Buenos Aires a la Asamblea del año XIII. En abril de ese año se incorporó al Triunvirato, reemplazando a su amigo Paso. Se enroló en la Logia Lautaro y secundó los planes de Carlos María de Alvear, incluida la formación del Directorio.
Cuando Alvear fue depuesto en abril de 1815, fue condenado al destierro. Regresó a Buenos Aires el año siguiente y se dedicó al comercio entre la capital y Tarija. No parece que haya vuelto a participar en política, y cuando su provincia natal se incorporó a Bolivia quedó en Buenos Aires. En 1834 fue internado en el hospital público de esa ciudad, completamente enajenado.
Una calle (pasaje) lleva su nombre en el barrio de Almagro, en Buenos Aires.